# Toskánské ostrovy

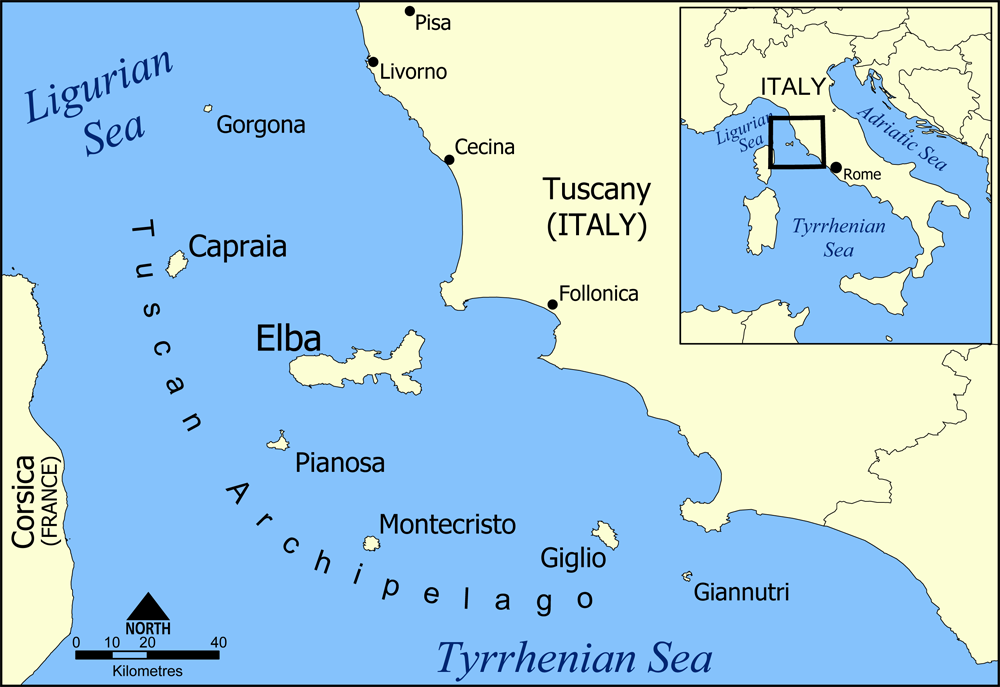
Toskánské ostrovy

Toskánské ostrovy (italsky Arcipelago Toscano [arčipelágo toskáno]), je italské souostroví v Tyrhénském a Ligurském moři, mezi Apeninským poloostrovem a Korsikou. Souostroví odděluje od Korsiky Korsický průliv. Zdaleka největším ostrovem v souostroví je Elba, větší a lidnatější než všechny ostatní ostrovy dohromady.
Ostrovy patří do regionu Toskánsko a jsou součástí národního parku – Parco Nazionale Arcipelago Toscano.

## Ostrovy
|    | ostrov      | italsky              | rozloha (km²) | nejvyšší vrchol     | max.nadm.výška (m) | počet obyvatel | obec             |
| -- | ----------- | -------------------- | ------------- | ------------------- | ------------------ | -------------- | ---------------- |
| 1  | Elba        | Isola d'Elba         | 223           | Monte Capanne       | 1 018              | 33 660         | 8 obcí           |
| 2  | Giglio      | Isola del Giglio     | 21,20         | Poggio della Pagana | 496                | 1 447          | Isola del Giglio |
| 3  | Capraia     | Isola di Capraia     | 19,33         | Monte Castello      | 447                | 406            | Capraia Isola    |
| 4  | Montecristo | Isola di Montecristo | 10,39         | Fortezza            | 646                | 2              | Portoferraio     |
| 5  | Pianosa     | Isola di Pianosa     | 10,30         | Belvedere           | 29                 | 10             | Campo nell'Elba  |
| 6  | Giannutri   | Isola di Giannutri   | 2,60          | Poggio Capel Rosso  | 88                 | 27             | Isola del Giglio |
| 7  | Gorgona     | Isola di Gorgona     | 2,25          | Punta Gorgona       | 255                | 147            | Livorno          |
| 8  | Palmaiola   | Isola di Palmaiola   | 0,08          | —                   | 85                 | 0              | Rio Marina       |
| 9  | Cerboli     | Isola di Cerboli     | 0,04          | —                   | —                  | 0              | Rio nell'Elba    |
| 10 | Formiche    | Formiche di Grosseto | 0,0015        | —                   | —                  | 0              | Grosseto         |

Kromě Elby patří mezi známé ostrovy Montecristo (z románu Hrabě Monte Cristo A. Dumase) a Pianosa (z románu Hlava XXII J. Hellera). Neblahou proslulost získal také ostrov Giglio, když u něj roku 2012 ztroskotala výletní loď Costa Concordia.